# لوشابير بارتي وست
لوشابير بارتي وست (بالفرنسية: Lochaber-Partie-Ouest)‏ هي بلدية محلية في كيبيك تقع في كندا في Papineau Regional County Municipality. يقدر عدد سكانها بـ 646 نسمة ومساحتها 66.00 كم2 .